# Trichospermum samoense
Trichospermum samoense är en malvaväxtart som beskrevs av Karl Ewald Maximilian Burret. Trichospermum samoense ingår i släktet Trichospermum och familjen malvaväxter. Inga underarter finns listade i Catalogue of Life.